# Troisième circonscription du Nord de 1852 à 1863
La troisième circonscription du Nord était l'une des 8 circonscriptions législatives françaises que comptait le département du Nord pendant les onze premières années du Second Empire.

## Description géographique et démographique
La troisième circonscription du Nord était située à la périphérie de l'agglomération Valenciennoise. Située entre la Belgique et les arrondissements de Douai et d'Avesnes, la circonscription est centrée autour de la ville de Valenciennes. 
Elle regroupait les divisions administratives suivantes : Canton de Bouchain ; Canton de Condé-sur-l'Escaut ; Canton de Saint-Amand-les-Eaux-Rive droite ; Canton de Saint-Amand-les-Eaux-Rive gauche ; Canton de Valenciennes-Est ; Canton de Valenciennes-Nord et le Canton de Valenciennes-Sud.
Lors du recensement général de la population en 1851 à la suite du décret du 1er février de cette année, la population totale de cette circonscription est estimée à 156 779 habitants.

## Historique des députations
| Législature     | Début de mandat | Fin de mandat    | Député élu    | Parti politique     | Observations |
| --------------- | --------------- | ---------------- | ------------- | ------------------- | ------------ |
| Ire législature | 29 février 1852 | 27 novembre 1857 | Henri Lemaire | Majorité dynastique |              |
| 2e législature  | 21 juin 1857    | 4 novembre 1863  | Henri Lemaire | Majorité dynastique |              |